# Estrildidae
Gli Estrildidi (Estrildidae Bonaparte, 1850) sono una famiglia di uccelli appartenente all'ordine dei Passeriformi.

## Descrizione

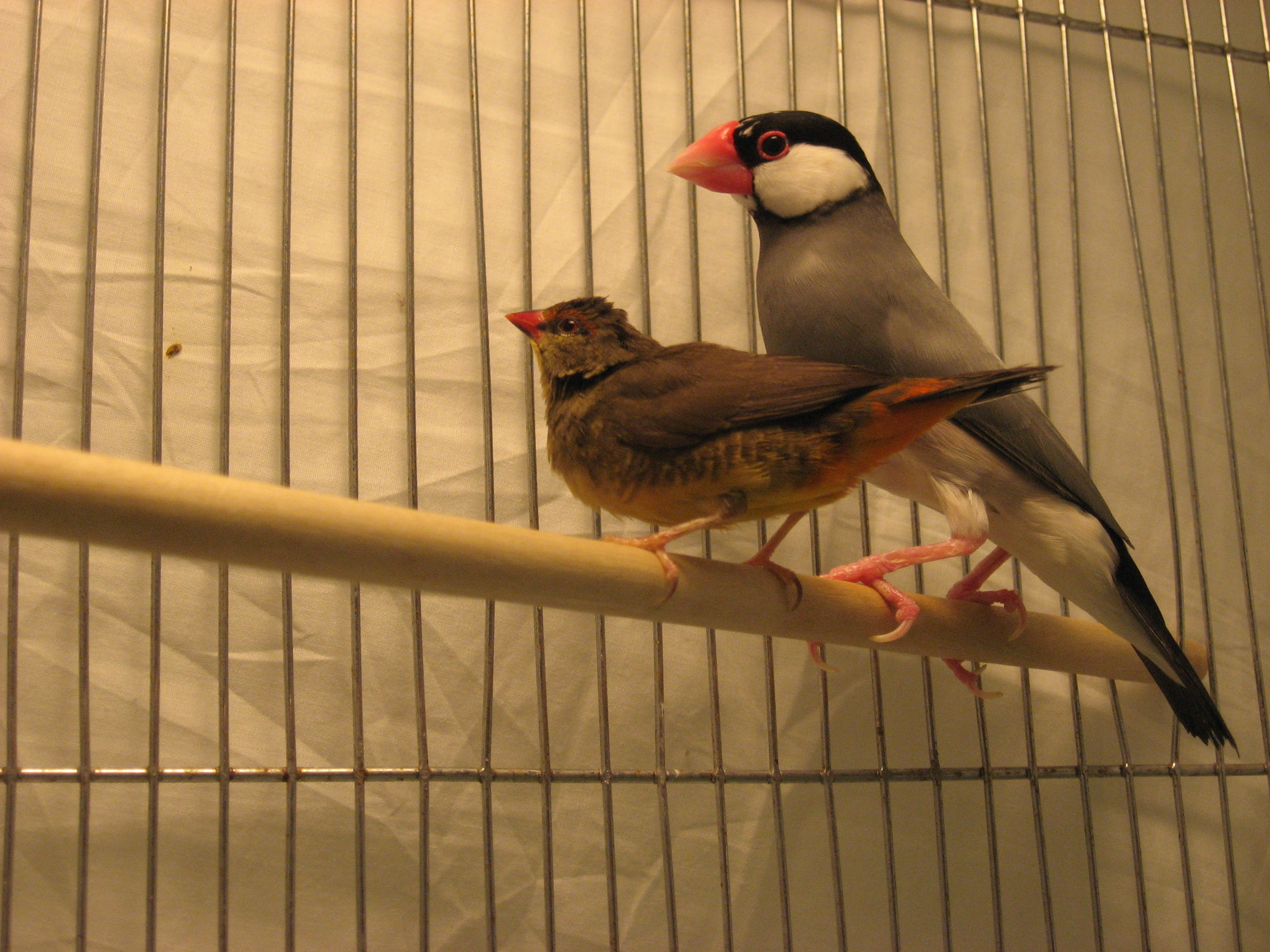
L'estrildide più grande, il padda, assieme a uno dei più piccoli, il bengalino ventre arancio.

Si tratta di uccelli dall'aspetto robusto ma dalle dimensioni contenute, che variano dagli 8,5 cm di lunghezza per un peso di 8 g del becco di corallo (Estrilda troglodytes), la specie più piccola assieme al dorso oliva di Fernando Po (Nesocharis shelleyi) che ha dimensioni simili ma è un po' più pesante, ai 17 cm e 28 g del padda (Lonchura oryzivora), il "gigante" della famiglia. Il becco è sempre robusto e corto ma appuntito, tipico di uccelli prevalentemente granivori ma che non disdegnano di integrare la propria dieta con una componente di origine animale (principalmente insetti di piccole dimensioni). La colorazione vede generalmente dominare i toni del grigio o del bruno, con l'aggiunta di pigmentazioni anche vivaci che spesso sono prerogativa del solo maschio.

## Distribuzione e habitat
Vivono nella fascia tropicale di Africa, Australasia, Cina ed India.
Si tratta di uccelli amanti dei climi caldi, con la maggior parte delle specie che vive in aree asciutte e semidesertiche ma presenti anche nella foresta pluviale.

## Biologia
Nonostante l'ampia diffusione e la grande varietà di specie, la maggior parte degli estrildidi ha abitudini di vita piuttosto simili: si tratta di uccelli monogami ma piuttosto gregari, che tendono a formare colonie anche di diverse centinaia d'individui.
Gli estrildidi sono uccelli principalmente granivori, con molte specie che appetiscono anche piccoli insetti ed altri invertebrati, soprattutto durante il periodo riproduttivo. Nonostante la dieta granivora, tuttavia, questi uccelli non hanno sviluppato un movimento laterale della mandibola atto a liberare il seme dal proprio guscio, come osservabile nei fringillidi.
Il periodo della riproduzione generalmente non è fisso ma coincide con la fine dei periodi piovosi (che non sempre sono fissi): le coppie collaborano nella costruzione del nido, che ha forma per lo più sferica e viene edificato con fili d'erba, lanugine e penne. Le femmine depongono un numero di uova che varia fra le 2 e le 10, che vengono covate da ambo i sessi per circa due settimane, dopodiché la prole viene allevata da entrambi i genitori fino alla maturità.

## Tassonomia
Si pensa che la linea filetica che in seguito ha portato agli estrildidi abbia avuto origine nel subcontinente indiano in concomitanza con l'apparizione del clima di tipo monsonico dovuta all'elevazione della catena himalayana circa 16,5 milioni di anni fa, nel medio Miocene: in questo periodo è avvenuta anche la radiazione della linea filetica di fringillidi. Gli estrildidi rappresentano un gruppo monofiletico i cui gruppi basali sono rappresentati nei tre continenti dal diamante guttato in Oceania, dal becco di piombo in Asia e dal becco d'argento in Africa.
In passato venivano considerati una sottofamiglia nell'ambito della famiglia dei Passeridae
Attualmente gli Estrildidi vengono considerati come una famiglia a sé stante, con due sottofamiglie:

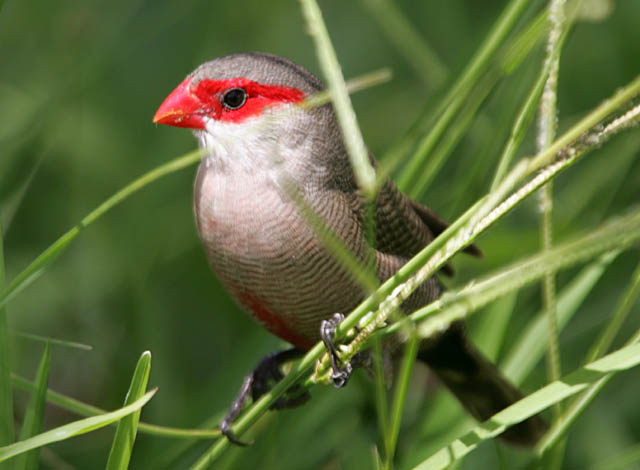
Astro di Sant'Elena (Estrilda astrild)

- Sottofamiglia Estrildinae, a diffusione prevalentemente afrotropicale (con l'eccezione del genere Amandava, diffuso anche in Asia);
  - clade A1
    - Genere Amadina
    - clade B1
      - Genere Amandava
      - Genere Clytospiza
      - Genere Paludipasser

  - clade A2
    - clade B21
      - clade C211
        - Genere Uraeginthus
        - clade D211
          - Genere Pyrenestes
          - Genere Spermophaga

      - clade C212
        - clade D2121
          - Genere Euschistospiza
          - Genere Hypargos

        - clade D2122
          - Genere Pytilia
          - clade E2122
            - Genere Cryptospiza
            - Genere Lagonosticta

    - clade B22
      - clade C221
        - Genere Parmoptila
          - Genere Nigrita

      - clade C222
        - clade D2221
          - Genere Coccopygia
          - Genere Nesocharis

        - clade D2222
          - Genere Estrilda
          - clade E2222
            - Genere Mandingoa
            - Genere Ortygospiza

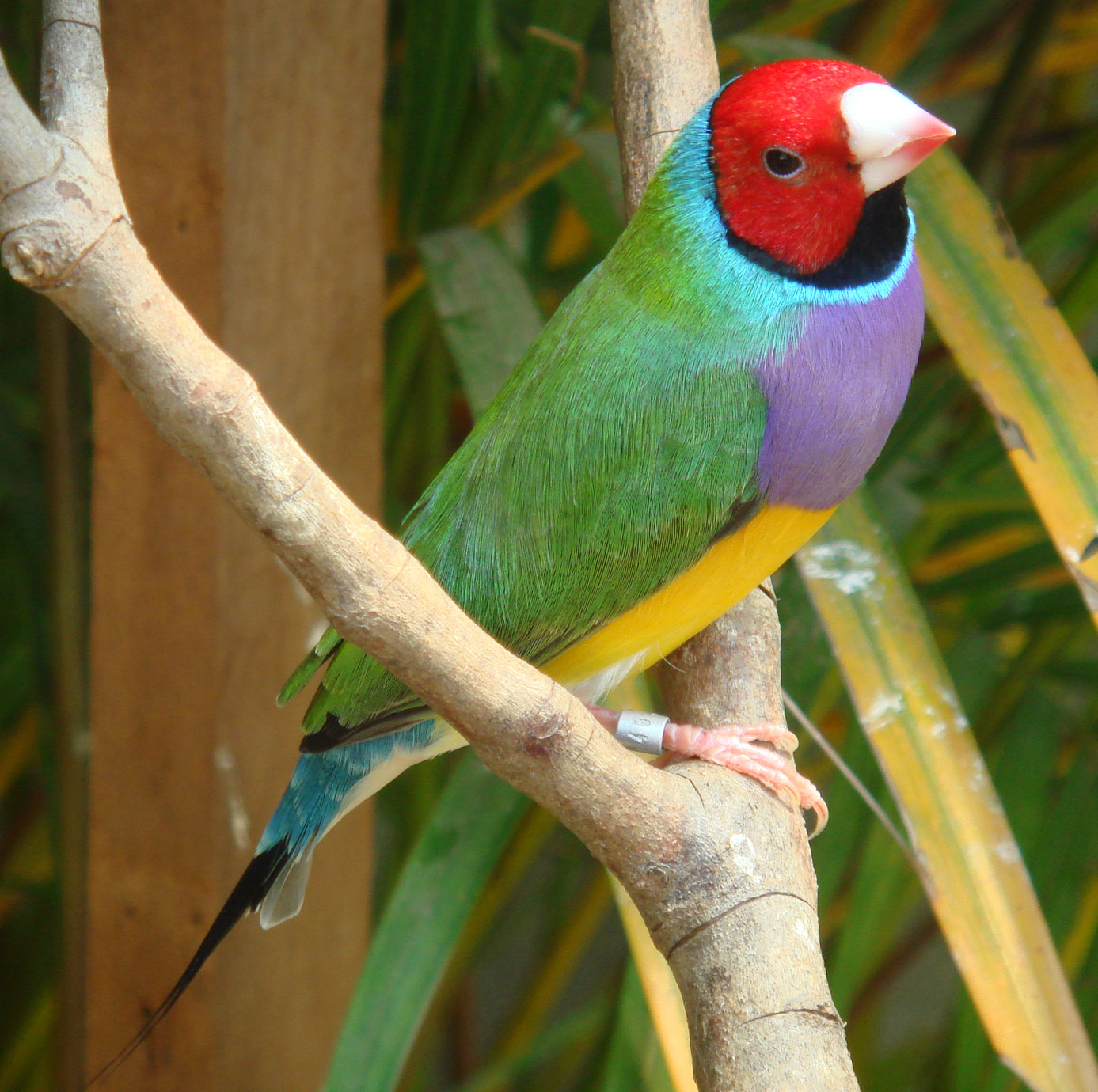
Diamante di Gould (Erythrura gouldiae)

- Sottofamiglia Lonchurinae, comprendente numerosi generi diffusi nel sud-est asiatico ed in Oceania;
  - Genere Emblema
  - Genere Erythrura
  - Genere Euodice
  - Genere Heteromunia
  - Genere Lemuresthes
  - Genere Lonchura
  - Genere Neochmia
  - Genere Odontospiza
  - Genere Oreostruthus
  - Genere Poephila
  - Genere Stagonopleura
  - Genere Taeniopygia

Si può notare che alcune classificazioni tradizionali sono state cambiate:
- Le due specie di padda (Padda oryzivora e Padda fuscata), precedentemente ascritte ad un proprio genere (Padda), sono state spostate nel genere Lonchura col nome rispettivamente di Lonchura oryzivora e Lonchura fuscata;
- il diamante di Gould, spesso classificato in un genere a sé stante (Chloebia) od addirittura nel genere Poephila, viene definitivamente accorpato al genere Erythrura;
- viene sancita l'estraneità del diamante variopinto e del diamante cigliarosse rispetto agli estrildidi africani, ai quali queste due specie sono state tradizionalmente associate a causa delle affinità anatomiche e comportamentali (dovute a fenomeni di convergenza evolutiva), e la loro vicinanza alle altre specie australiane.